# آنا روتشا
آنا روتشا (بالإنجليزية: Ana Rocha)‏ هي مديرة (مصارعة محترفة) وممثلة أمريكية، ولدت في 28 ديسمبر 1984 في جزيرة ساو ميغيل في البرتغال.

## وصلات خارجية
- آنا روتشا على موقع CageMatch worker (الإنجليزية)